# Таборы (Омская область)
Таборы — деревня в Знаменском районе Омской области. Входит в состав Новоягодинского сельского поселения.

## История
Основана в 1895 году как переселенческий посёлок. В 1928 году состояла из 53 хозяйств, основное население — русские. В административном отношении находилась в составе Ново-Шиштомакского сельсовета Знаменского района Тарского округа Сибирского края.

## Население
| 1926 | 2002 | 2010 |
| ---- | ---- | ---- |
| 276  | ↘117 | ↘78  |

## Улицы
В селе имеются две улицы: Ленина и Набережная.